# Gierałtowice (stacja kolejowa)
Gierałtowice – posterunek odgałęźny i mijanka (dawna stacja kolejowa) w Przyszowicach, w województwie śląskim, w Polsce. Nosi nazwę Gierałtowice, od sąsiedniej miejscowości.